# Kari Sara
Pour les articles homonymes, voir Sara.
Kari Sara est un acteur et producteur de cinéma finlandais.

## Biographie
Kari Sara a produit dix longs métrages de fiction, dont la plupart sont réalisés par Matti Ijäs et Markku Pölönen.
Kari Sara a reçu quatre Jussis et a été le deuxième producteur à recevoir le prix du producteur de film de l'année (fi) en 1998,,.

## Longs métrages
- Pilkkuja ja pikkuhousuja (1992)
- Onnen maa (1993)
- Kivenpyörittäjän kylä (1995)
- Sokkotanssi (1998)
- Kuningasjätkä (1998)
- Pieni pyhiinvaellus (1999)
- Badding (2000)
- Emmauksen tiellä (2001)
- Haaveiden kehä (2002)
- Koirankynnen leikkaaja (2004)

## Prix et récompenses
- Jussi du meilleur film 1994 pour Onnen maa.
- Jussi du meilleur film 1996 Kivenpyörittäjän kylä.
- Prix du producteur de film de l'année (fi) 1998 pour Kuningasjätkä.
- Jussi du meilleur film 1999 Kuningasjätkä.
- Jussi du meilleur film 2005 pour Koirankynnen leikkaaja.